# Castello di Sant'Ilario
Il castello di Sant'Ilario è un castello medievale del X secolo. Si trova sulla catena montuosa di Kyrenia, nei pressi dell'omonima città, a Cipro. Il castello è ben posizionato per sorvegliare la strada tra Kyrenia e Nicosia. Delle tre fortezze situate sulle montagne di Kyrenia, è la meglio preservata.

## Storia
Sant'Ilario era originariamente un monastero, il cui nome proveniva da un monaco che presumibilmente aveva scelto il luogo, dove erano stati costruiti nel X secolo un monastero ed una chiesa, come suo eremo.
A partire dall'XI secolo, i bizantini incominciarono a fortificare il sito. Sant'Ilario, infatti, costituiva assieme a Buffavento e Kantara, la difesa primaria dell'isola contro le scorrerie dei pirati arabi. Alcune sezioni furono ulteriormente migliorate sotto il regno dei Lusignano, che potrebbero aver utilizzato il castello come residenza estiva.
Durante la prima metà del XIII secolo, Sant'Ilario fu al centro di una guerra della durata di quattro anni, tra l'imperatore Federico II e il reggente del re di Cipro Enrico I, Giovanni di Ibelin, per il controllo dell'isola.
Gran parte del castello fu smantellata dai veneziani nel XV secolo per ridurre il costo di mantenimento delle guarnigioni.

## Struttura
Il castello è diviso in tre sezioni. Quelle medie e basse erano adibite a servizi, mentre quella superiore ospitava la famiglia reale.
Nell'ala inferiore erano collocate le stalle e gli alloggi per i soldati. La torre del principe Giovanni si trova su una scogliera sopra il castello inferiore mentre la chiesa è nell'ala di mezzo.
L'ala superiore era riservata ai reali e ci si può accedere attraverso un passaggio ad arco ben preservato.
Gli edifici della fattoria sono localizzati ad ovest, in prossimità degli appartamenti reali.
Lungo le mura occidentali, si gode di un'ottima vista sulla costa settentrionale di Cipro verso nord e sulla Messaria a sud. Infatti, dalla finestra della regina, si domina la città di Girne.